# Saudi National Bank

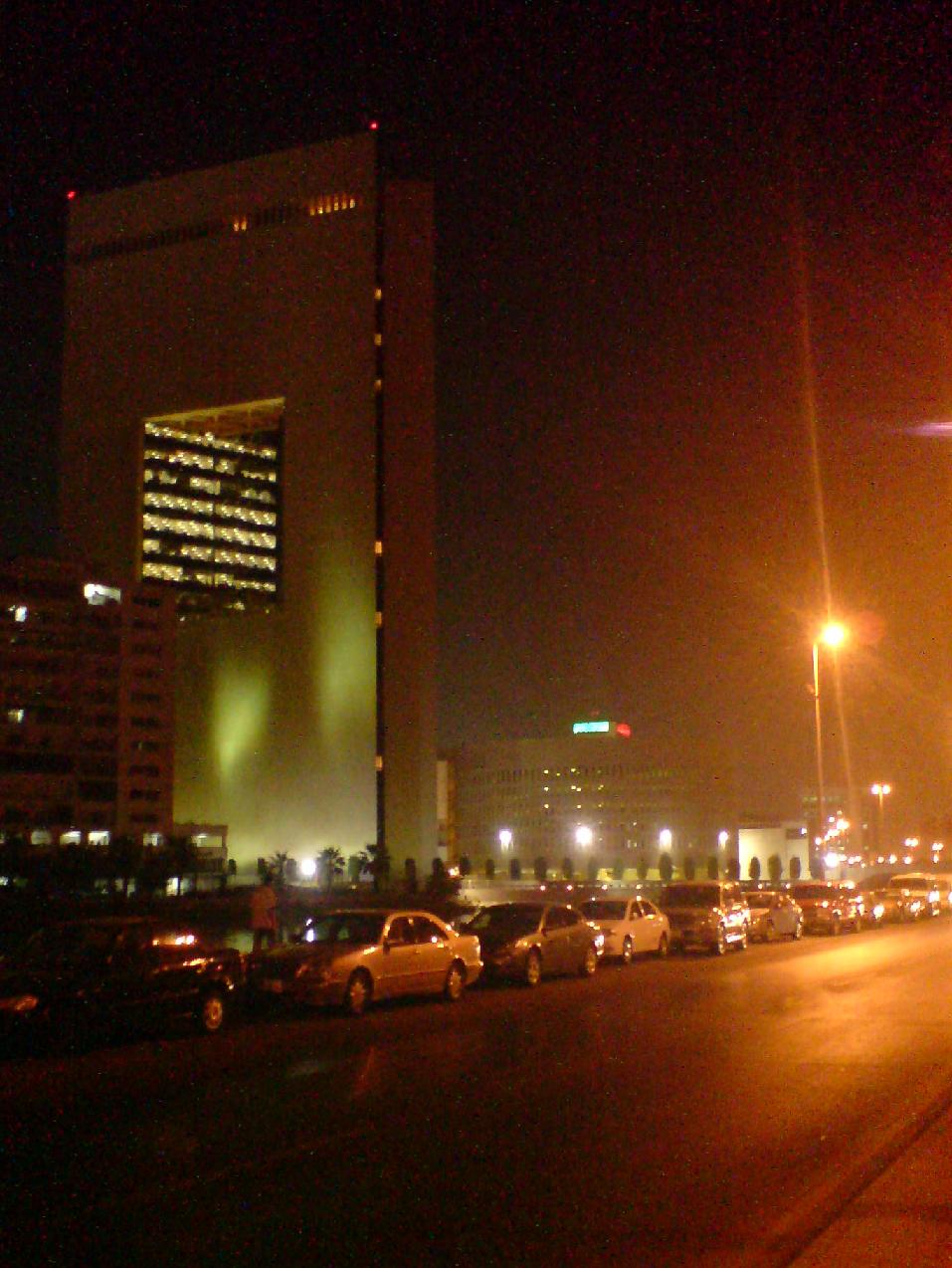
Sitz der Bank in Dschiddah

Die Saudi National Bank (SNB), ehemals National Commercial Bank (NCB, auch bekannt als AlAhli Bank; arabisch البنك الأهلي التجاري, DMG al-Bank al-ahlī at-tiǧārī), ist die erste Bank Saudi-Arabiens und – gemessen an dem von ihr verwalteten Vermögen – die größte Bank in der arabischen Welt. Sie ist außerdem Vorreiter bei der internationalen Entwicklung des islamischen Bankwesens.

## Geschichte
Die National Commercial Bank wurde am 26. Dezember 1953 vom damaligen saudischen König und Staatsgründer Abd al-Aziz ibn Saud gegründet. Am 1. Juli 1997 wurde sie in eine Aktiengesellschaft umgewandelt. 1999 beteiligte sich die saudi-arabische Regierung über das Finanzministerium mit einer Mehrheit an der Bank. Ende des Jahres 2010 gab es 284 Geschäftsstellen und 2,3 Millionen Kunden. Von den rund 5500 Mitarbeitern waren fast 90 % Saudis. Ab 2021 fusionierte die National Commercial Bank mit der Samba Financial Group (ehemals Saudi American Bank) zur Saudi National Bank (SNB), der Zusammenschluss wurde am 6. Januar 2022 abgeschlossen, Chairman des Verwaltungsrats wurde Ammar Al Khudairy, zuvor Chairman der Samba Financial Group. Stand 2022 ist der Public Investment Fund mit rund 37 % größter Anteilhalter. Außerdem sind weitere staatliche Institutionen an der Bank beteiligt, so dass sie mehrheitlich vom Staat kontrolliert wird.
Im März 2023 erklärte Al Khudairy, die Bank könne ihren im November 2022 für 1,46 Milliarden Dollar erworbenen Anteil von knapp 10 % an der Credit Suisse (womit die SNB zur größten Aktionärin der CS wurde), aus aufsichtsrechtlichen Gründen nicht erhöhen, um ihr zu helfen, nachdem ihr Aktienkurs abgestürzt war. Zudem benötige die CS aus Sicht der SNB kein weiteres Geld. Diese Weigerung beschleunigte den Vertrauensverlust in die CS, die noch am selben Tag durch Notfallmaßnahmen der Schweizer Regierung gestützt und kurz darauf von der UBS übernommen wurde. Bis Mitte März 2023 erlitt die Saudi National Bank bei ihrer CS-Beteiligung einen Verlust von über eine Milliarde Dollar. Im Vergleich zur Zeit vor dem Einstieg bei der Credit Suisse büßte die SNB mit Stand Ende März 2023 rund 25 Milliarden Dollar ihrer Marktkapitalisierung ein. Ende März 2023 erklärte Khudairy seinen Rücktritt „aus persönlichen Gründen“. Der CEO der SNB, Saeed Mohammed Al Ghamdi, übernahm in Folge das Amt des Chairmans. Neuer CEO wurde der bisherige Vize Talal Ahmed Al Khereiji.

## Geschäftstätigkeit
Das eingezahlte Stammkapital beträgt 4 Milliarden US-Dollar. Zum Ende des Jahres 2011 wurde das Aktienkapital mit 9,111 Milliarden US-Dollar angegeben und ein Gewinn von 18,4 % berechnet.

## Struktur und Beteiligungen
Der Staat Saudi-Arabien hält einen Anteil von etwa 80 % an der Bank. NCB ist mit 64,68 % an der Turkiye Finans Katilim Bankasti (TFKB), der führenden islamischen Bank in der Türkei, beteiligt. Ende 2022 erfolgte eine Beteiligung an der Credit Suisse.